# Штурм Варны (1773)
Штурм Варны — одно из сражений русско-турецкой войны 1768—1774 годов, произошедшее 30 октября (10 ноября) 1773 года во время кампании русской армии в Валахии и Румелии.

## История
В октябре 1773 года фельдмаршал П. А. Румянцев возобновил наступление за Дунаем. 16 октября отряд генерал-поручика Ю. В. Долгорукого (5 тысяч чел.) переправился у Гирсова и соединиться у Бабадага с отрядом генерал-поручика К. К. Унгерн-Штернберга (4 тысяч человек). На следующий день они атаковали у Карасу 15-тысячное войско под командованием Дагестанлы-паши и нанесли ему поражение. 23 октября оба отряда почти без боя заняли опорный пункт в Базарджике. Далее им было предписано продолжить наступление. Долгорукому — на Шумлу. Унгерну — на Варну.
В конце октября Унгерн подошёл к Варне, которую оборонял 3-тысячный гарнизон. Варна была окружена высокой каменной стеной с башнями; впереди рва было сооружено множество шанцев. Гарнизон был усилен экипажами военных кораблей, стоявших в гавани. Надеясь на храбрость своих солдат, Унгерн решил штурмовать крепость.
30 октября, в четыре часа утра, русские войска двинулись к городу; пехота наступала в трех каре, из которых главное, под командой самого Унгерна, находилось в центре, а меньшие, генералов В. В. Райзера и принца Бернбургского, по флангам. Кавалерия, под начальством генерал-майора Н. И. Чорбы, двигалась в интервалах между каре. Подойдя на 350 сажень к крепости, Унгерн открыл канонаду, которая, не оказала никакого успешного действия. Тогда приказано было идти на штурм; войска подошли к самому контрэскарпу, но не могли спуститься в ров, не имея лестниц и фашин. Ров к тому же оказался глубоким и топким. Войска оставались несколько часов на самом близком расстоянии от крепости, под смертоносным огнем неприятеля. Наконец Унгерн, убедившись в бесполезности своих усилий, приказал войскам отступать. Шесть орудий, увязших в грязи, достались противнику.
Затем генерал Унгерн, не обращая внимания на отряд князя Долгорукого, оставил его против главной массы турецких сил и повёл свои войска по береговой дороге на Бальчик, Каварну и Мангалию, к Измаилу, куда и прибыл 23 ноября.
После этой неудачи Долгоруков прекратил движение на Шумлу и отошёл к Базарджику. Унгерн доложил фельдмаршалу Румянцеву, что из-за дождей и отсутствия кормов новый поход на Шумлу затруднителен. Тогда Румянцев приказал армии отойти на левый берег Дуная на зимние квартиры.